# Are Grongstad
Are Kristoffer Grongstad (født 9. april 1988 i Namsos, Nord-Trøndelag) er en norsk håndboldspiller.
Som teenager spillede han for Heimdal HK i den øverste norske liga, men da klubben blev ramt af økonomiske problemer skiftede han i 2007 over til Elverum Håndball
Sammen med Elverum Håndball vandt han en sølvmedalje i den norske cup.
Efter en længere periode med skader, ønskede han en ny chance og forlod Elverum Håndball i sommeren 2009 til fordel for Nøtterøy Idrettsforening hvor han nu spiller sammen med Johnny Jensen.